# Odysia punctilineata
Odysia punctilineata là một loài bướm đêm trong họ Geometridae.